# Роса (Италия)
 Тази статия е за селото в Италия.  За вида валеж вижте Валеж.  
Ро̀са (на италиански и на пиемонтски: Rossa) е село и община в Северна Италия, провинция Верчели, регион Пиемонт. Разположено е на 813 m надморска височина. Населението на общината е 194 души (към 2010 г.).